# Tisíc ostrovů (Kanada)
Tisíc ostrovů (Thousand Islands) je souostroví ležící v místech, kde Řeka svatého Vavřince vytéká z jezera Ontario. Řetěz ostrovů je dlouhý asi 80 km, dělí se o ně Spojené státy americké a Kanada. Počet ostrovů bývá uváděn jako 1864, přičemž se počítají jen ostrovy, z nichž celoročně vyčnívá nad hladinu aspoň jedna čtvereční stopa a roste na nich aspoň jeden strom. Naproti tomu největší Wolfe Island dosahuje rozlohy 124 km².
Oblast je populární turistickou destinací, už na konci 19. století si zde pořizovali letní sídla boháči z New Yorku. Nejznámější je Boldtův zámek, eklektická stavba se 120 pokoji, kterou stavěl George C. Boldt, majitel hotelu Waldorf-Astoria, na jednom z ostrovů pro svoji manželku, po její smrti však stavbu ukončil a zámek je dodnes nedostavěn.
Na části souostroví byla v roce 1904 vyhlášena rezervace Thousand Islands National Park.